# Вестфридхоф (станция метро)
«Вестфридхоф» (нем. Westfriedhof) — станция Мюнхенского метрополитена, расположенная на линии . Станция находится на границе районов Нойхаузен-Нимфербург (нем. Neuhausen-Nymphenburg) и Моозах (нем. Moosach).

## История
Открыта 24 мая 1998 года. С 1998 по 2003 год была конечной станцией линии U1 и линии трамвая 21. Кроме того, с 12 декабря 2011 года являлась конечной точкой линии U7, которая ходила только в час пик.

## Архитектура и оформление

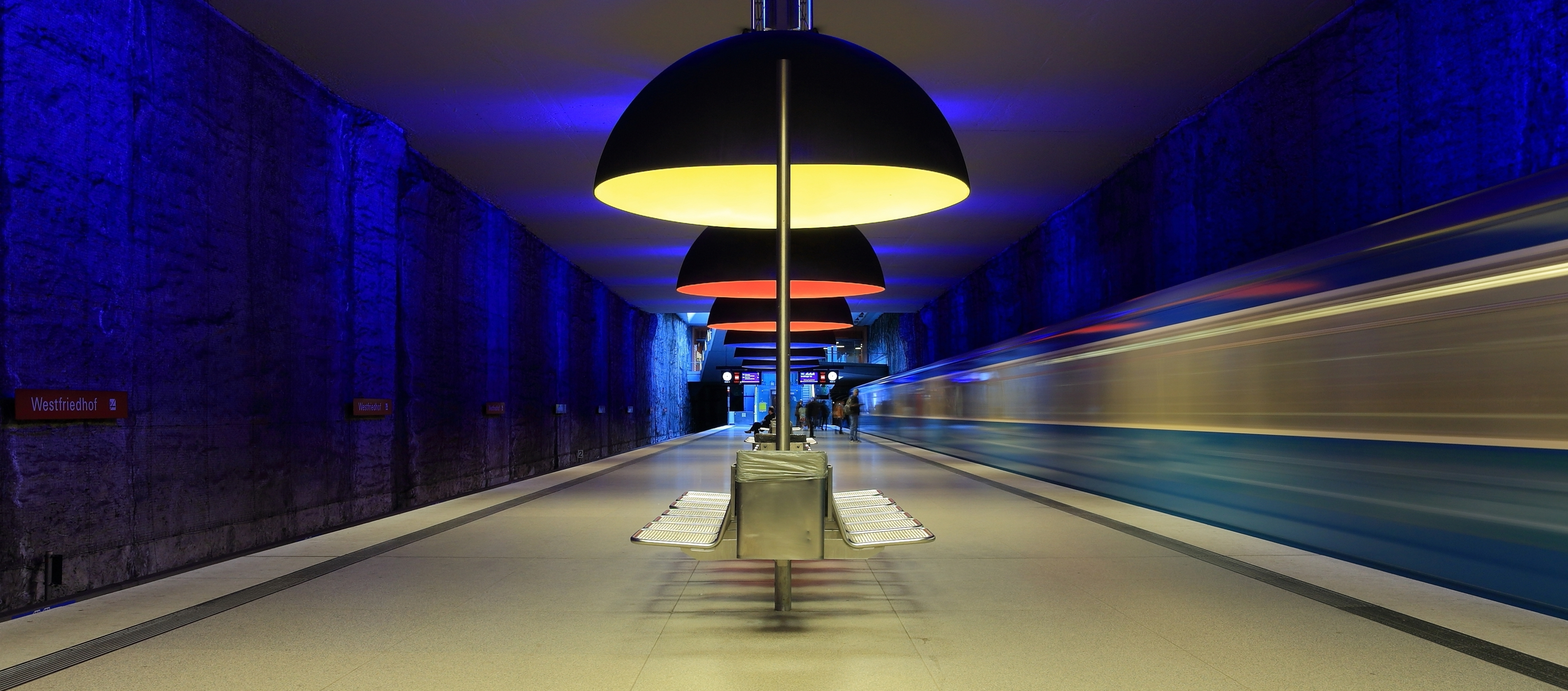
Панорама станции

Рекламные агентства часто используют станцию в качестве объекта фотографии из-за светового дизайна, а также из-за особой атмосферы  использовали в качестве обложки для пластинки. Свет исходит от одиннадцати ламп, каждая диаметром 3,80 метра, которые светят красным, синим и желтым цветом. На западную часть платформы падает солнечный свет. Таким образом, платформа делится на разные цвета. Вместе с грубо-обработанными стенами станция напоминает пещеру. Изначально архитектор планировал стеклянные панели перед стенами, но так, как станция выглядит сейчас, ему понравилось больше. Тем не менее, в 2003 году стены пришлось закрепить с помощью стальной сетки, так как отдельные куски стены были ослаблены.

## Пересадки
Проходят автобусы следующих линий: 151, 164, 165, 180 и трамваи линий 20, 21.